# Saxifraga przewalskii
Saxifraga przewalskii là một loài thực vật có hoa trong họ Saxifragaceae. Loài này được Engl. ex Maxim. miêu tả khoa học đầu tiên năm 1883.